# Avex dream 2000
avex dream 2000（エイベックス ドリーム にせん）は、1999年にエイベックスが開催した日本の公開オーディションである。グランプリは後にdreamとしてデビューする松室麻衣、長谷部優、橘佳奈。準グランプリは倖田來未。企画運営制作プロデューサーは大塚賢二。
本記事では、以降に開催された「avex audition（エイベックス・オーディション）」についても記述する。

## 概要
1999年6月から1次選考が始まり、全国47都市（各都道府県庁所在地）50会場で開催された。応募総数は11万9424人であった。
1999年8月10日、六本木ヴェルファーレで公開イベント形式の最終選考が行われ、24人（女性23人、男性1人）が進出した。当初グランプリは1人を予定していたが実力が拮抗していたため、松室麻衣、長谷部優、橘佳奈の3名がグランプリに、倖田來未が準グランプリに選ばれた。グランプリ発表のプレゼンテーターはEvery Little Thingの持田香織が務め、グランプリが3人であることは結果発表の直前に持田から伝えられた。
グランプリ獲得者に与えられた権利は「2000年1月1日デビュー」、準グランプリは「レッスンの無償受講と専属契約」だった。実際に、グランプリの松室、長谷、橘は、2000年1月1日に3人組女性ダンスボーカルグループ「dream」としてデビューした。
落選者の中には、後にハロー!プロジェクトからデビューする藤本美貴がいた。また、HΛL、BALANCe、キーヤキッスなどのエイベックス所属ユニットが結成された。

## 放送
1次選考からのオーディションの様子が、その後のdreamの活動と合わせて、エイベックス提供のテレビ番組『Channel-a』と『スキヤキ!!ロンドンブーツ大作戦』で放送された。『スキヤキ!!ロンドンブーツ大作戦』では、オーディション後もdreamやキーヤキッスのレギュラーコーナーがあった。

## 最終選考進出者
番号はオーディションナンバー。名前、年齢、出身地は最終選考時の公式発表。※はエイベックス・グループでの活動。
| 番号 | 名前       | 名前              | 年齢 | 出身地   | 結果         | 備考 |
| ---- | ---------- | ----------------- | ---- | -------- | ------------ | --- |
| 1    | 浜田春菜   | はまだ はるな     | 19歳 | 神奈川県 |              | 2000年にHΛLNAとしてHΛLに加入 ※                                                                                              |
| 2    | 河本奈津子 | かわもと なつこ   | 20歳 | 大阪府   |              | 大阪パフォーマンスドール 第2期メンバー。 奈津子として2000年4月ソロデビュー（女優の奈津子とは別人）                          |
| 3    | 浅見優子   | あさみ ゆうこ     | 17歳 | 埼玉県   |              | 2002年にユウコとしてYeLLOW Generationを結成                                                                                 |
| 4    | 降矢智美   | ふるや ともみ     | 19歳 | 山梨県   |              | 2000年にTOMOMIとしてキーヤキッスを結成 ※                                                                                    |
| 5    | 中尾友香   | なかお ゆか       | 17歳 | 広島県   |              | |
| 6    | 津崎雪江   | つざき ゆきみ     | 18歳 | 鹿児島県 |              | 2000年にYUKIMIとしてキーヤキッスを結成 ※                                                                                    |
| 7    | 曽根千春   | そね ちはる       | 16歳 | 広島県   |              | |
| 8    | 西田美奈子 | にしだ みなこ     | 21歳 | 福岡県   |              | |
| 9    | 鳥山純子   | とりやま じゅんこ | 21歳 | 大阪府   |              | |
| 10   | 神田來未子 | こうだ くみこ     | 16歳 | 京都府   | 準グランプリ | 2000年に倖田來未としてソロデビュー ※                                                                                        |
| 11   | 三宅尚子   | みやけ なおこ     | 18歳 | 大阪府   |              | 2000年にNAOとしてBALANCeを結成 ※ 2003年にNaoとしてソロデビュー ※                                                            |
| 12   | 佐藤奈穂美 | さとう なほみ     | 19歳 | 神奈川県 |              | 2000年にNAHOMIとしてキーヤキッスを結成 ※                                                                                    |
| 13   | 渡辺奏子   | わたなべ かなこ   | 19歳 | 東京都   |              | 2004年に星野奏子としてBEMANIシリーズでソロデビュー                                                                          |
| 14   | 藤本美貴   | ふじもと みき     | 14歳 | 北海道   |              | 2002年にハロー!プロジェクトからソロデビュー 2003年にモーニング娘。に加入                                                    |
| 15   | 西舘沙央理 | にしたて さおり   | 13歳 | 宮城県   |              | 2000年に第25回ホリプロタレントスカウトキャラバン決戦大会進出 2007年に西舘さをりとしてモデルデビュー                         |
| 16   | 畠山紗香   | はたけやま さやか | 17歳 | 秋田県   |              | 2002年にASAYAN超歌姫オーディション最終選考進出 2009年に第3回全日本アニソングランプリ優勝 2010年に佐咲紗花としてソロデビュー |
| 17   | 松室麻衣   | まつむろ まい     | 16歳 | 大分県   | グランプリ   | 2000年にdreamを結成 ※ |
| 18   | 橘佳奈     | たちばな かな     | 13歳 | 大阪府   | グランプリ   | 2000年にdreamを結成 ※ |
| 19   | 石井剣     | いしい つるぎ     | 16歳 | 福岡県   |              | 唯一の男性ファイナリスト |
| 20   | 長谷部優   | はせべ ゆう       | 13歳 | 岐阜県   | グランプリ   | 2000年にdreamを結成 ※ |
| 21   | 塩野絢子   | しおの あやこ     | 21歳 | 東京都   |              | ソロデビュー |
| 22   | 上裕恵     | かみ ひろえ       | 18歳 | 千葉県   |              | |
| 23   | 岡本礼衣   | おかもと れい     | 21歳 | 静岡県   |              | ソロデビュー |
| 24   | 原田梢     | はらだ こずえ     | 18歳 | 大阪府   |              | 2000年にPASSION2000に就任 ※                                                                                                 |

## avex audition
「avex dream 2000」同様の大規模な全国オーディションが、2002年から2年に1度開催されている。ただし、名称から「dream」の語は外され、「avex audition」と称している。また、「avex dream 2000」が実際には1999年に開催されたのとは異なり、数字はオーディションの実際の開催年となっている。
エイベックスで新人開発を担当していた大塚賢二が、企画・制作・運営・審査などのオーディション統括責任者に就任し、『avex dream 2000』から『avex audition project 俳優・タレント・モデルオーディション』までの開発育成統括責任者を務めた。

### avex audition 2002
15人が合格。オーディションCMには当時エイベックスのレッスン生だった阿部絵里恵（後にDream）が出演。
- 瀧本美織を含む5名でSweetSを結成。
- 宇野実彩子がAAAに加入。
- 高橋優がファッションモデルに。
- 佐藤鮎美がFoxxi misQを結成。後にソロデビュー。
- 宮脇詩音が歌手デビュー。

### avex audition 2004
11人が合格。
- 伊藤千晃がAAAに加入。
- 木内梨生奈、細田羅夢がてれび戦士に。

### avex audition 2006
58人が合格。オーディションCMには細田羅夢や海老沢神菜などが出演。
- 重本ことり（後にDream5）、長谷川あかり、山田樹里亜がてれび戦士に。
- 橘ゆりか・石田佳蓮がアイドリング!!!に加入。
- 新井ひとみが東京女子流に加入。
- 古川愛李、磯原杏華（受験者）がSKE48に加入。
- 太田里織菜がNMB48に加入。卒業後、愛乙女★DOLLに加入。
- 井尻晏菜がNMB48に加入。
- 村田寛奈が9nineに加入。
- 溝手るかがSUPER☆GiRLSに加入。
- 溝呂木世蘭、渡辺亜紗美がCheeky Paradeに加入。
- 大矢梨華子がベイビーレイズに加入。
- 澤井杏奈がAnnaとしてFAKYに加入。
- 増田絢美がayamiとして歌手デビュー。
- 三浦透子が女優デビュー。
- 和田颯がDa-iCEに加入。

### avex audition project 俳優・タレント・モデルオーディション
27人が合格。
- 木﨑ゆりあがSKE48に加入。その後、AKB48へ移籍。
- 山邊未夢（「avex audition 2006」エントリー）が東京女子流に加入。
- 鈴木真梨耶がCheeky Paradeに加入。
- 武田舞彩、森岡悠がGEMに加入。
- 田中美麗がSUPER☆GiRLSに加入。
- 長江崚行がてれび戦士に。その後俳優デビュー。
- 江野沢愛美がピチレモン専属モデルに。卒業後、Seventeen専属モデル。
- 指出瑞貴、山谷花純が女優デビュー。
- 青野紗穂がニューヨークのアポロ・シアターで優勝、歌手デビュー。

### avex WORLD AUDITION 2008
31人が合格。
- 今市隆二が三代目J Soul Brothersに加入。
- 西田有沙がモデルデビュー。
- アキナジョンソンがAkinaとしてFAKYに加入。

### avex アイドルオーディション2010
溝手るか、田中美麗を含む12人が合格。iDOL Streetの1期生となる。
- 合格者12名でSUPER☆GiRLSを結成。
- 落選者15名が2期生としてiDOL Streetに所属。
- 大森美優（受験者）がAKB48に加入。
- 渡邉幸愛、吉木悠佳（ともに受験者）がParty Rocketsに加入。後に渡邉がSUPER☆GiRLSに加入。
- 坂元葉月がGEMのスターティングメンバーを経て、わーすたに加入。

### avex アイドルオーディション2012
武田舞彩、森岡悠を含む29人が合格。iDOL Streetの3期生となる。
- 浅川梨奈、内村莉彩がGEMのスターティングメンバーを経て、SUPER☆GiRLSに加入。後に木戸口桜子もSUPER☆GiRLSに加入。
- 堀未央奈（受験者）が乃木坂46に加入。
- 北玲名がw-Street NAGOYA卒業後、AKB48に加入。
- 吉橋亜理砂がe-Street TOKYO卒業後、愛乙女★DOLLに加入。
- 加藤里保菜がe-Street TOKYO卒業後、女優デビュー。
- 荻野由佳（受験者）がNGT48に加入。

### avex audition MAX 2013
3名がグランプリを受賞。
- ダイアン・ケルフーンがDianeとしてFAKYに加入。
- 手島章斗がSOLIDEMOに加入。
- 佐藤友祐がlolに加入。

### avex アイドルオーディション2013
22名が合格。iDOL Streetの4期生となる。
- 廣川奈々聖、小玉梨々華、三品瑠香、松田美里がわーすたに加入。
- 米満梨湖がe-Street TOKYO卒業後、ステラビーツに加入。
- 金城成美がe-Street TOKYO卒業後、女優デビュー。
- 尾澤ルナがSUPER☆GiRLSに加入。